# Coulombwall

Coulombwall in idealisierter Darstellung

Als Coulombwall oder Coulombbarriere wird das Potential bezeichnet, gegen das ein positiv geladenes Teilchen anlaufen muss, um in den ebenfalls positiv geladenen Atomkern zu gelangen. Dieses Potential beruht auf der Coulombkraft, die zwischen zwei elektrischen Ladungen mit gleichem Vorzeichen abstoßend wirkt.
Zur Überwindung der Barriere benötigt das Teilchen nach der klassischen Mechanik eine Mindestenergie. Nach der Quantenmechanik besteht dagegen auch bei geringerer Teilchenenergie eine gewisse Chance zur Durchtunnelung einer solchen Barriere. 
Die endliche Höhe des Coulombwalls spielt bei vielen Kernreaktionen eine Rolle und erklärt auch den Alphazerfall mancher Atomkerne, denn ein geladenes Teilchen muss auch beim Verlassen des Kerns die Barriere entweder überwinden oder „durchtunneln“.

## Grundlagen
Das Potential um einen Atomkern und in seiner Nähe wird durch zwei grundverschiedene Wechselwirkungen (Kräfte) bestimmt: die  elektromagnetische und die „starke“ Wechselwirkung (Kernkraft). 
Die langreichweitige elektromagnetische Wechselwirkung bewirkt in Form der Coulombkraft (benannt nach Charles Augustin de Coulomb) eine Abstoßung zwischen einem positiv geladenen Teilchen und dem (ebenfalls positiv geladenen) Atomkern. Das Potential ist proportional zur elektrischen Ladung des Kerns und nimmt mit kleinerem Abstand r proportional zu 1⁄r zu. Auf ungeladene Teilchen (zum Beispiel Neutronen) wirkt die Coulombkraft nicht.
Die starke Wechselwirkung ist generell sehr viel stärker als die Coulombkraft, hat aber nur eine kurze Reichweite, in der Größenordnung des Durchmessers von Proton und Neutron. Dadurch bildet sich ein anziehendes Kernpotential, das man näherungsweise als „Topf“ mit scharfem Rand darstellen kann, der in etwa die räumliche Ausdehnung des Atomkerns hat. Die Tiefe des Potentialtopfes ist für alle Atomkerne ungefähr gleich, nimmt also im Gegensatz zum Coulombpotential nicht mit der Zahl der Protonen zu.
Die Summierung beider Effekte ergibt ein bindendes oder quasibindendes Potential. Die Potentialbarriere mit ihrer endlichen Höhe wird als „Coulomb“wall bezeichnet, obwohl sie erst durch das Zusammenwirken der beiden verschiedenen Grundkräfte zustande kommt. Ihre effektive Höhe hängt neben der Ladung des Atomkerns und der Ladung des einlaufenden Teilchens auch vom  Drehimpuls des einlaufenden Teilchens ab.

## Höhe des Coulombwalls
Wenn ein Projektil der Ladungszahl Z2 auf einen Atomkern mit der Ladungszahl Z1 als Target trifft und wenn man vereinfachend annimmt, dass der Atomkern einen scharfe Begrenzung beim Radius R hat und die räumliche Ausdehnung des Projektils vernachlässigbar ist, so beträgt die Höhe des Coulombwalls:
{\displaystyle V_{\mathrm {C} }={\frac {1}{4\pi \varepsilon _{0}}}{\frac {Z_{1}\,Z_{2}\,e^{2}}{R}}=\alpha \,\hbar \,c{\frac {Z_{1}\,Z_{2}}{R}}\,}.
In grober Näherung lässt sie sich in der Einheit MeV mit folgender Faustformel bestimmen:
{\displaystyle V_{\mathrm {C} }\approx {\frac {Z_{1}\,Z_{2}}{\sqrt[{3}]{A}}}\;\mathrm {MeV} \,},
wobei A die Massenzahl des Targetkerns ist. Generell ist der Coulombwall bei größeren Kernen höher: Die höhere Ladungszahl Z1 wirkt sich stärker aus als der vergrößerte Kernradius, der mit {\textstyle {\sqrt[{3}]{A}}} zunimmt.

## Überwindung des Coulombwalls
Damit Kernreaktionen stattfinden können, muss das Projektil eine hohe Energie haben, mit der es den Coulombwall überwinden kann. Für kernphysikalische Experimente erreicht man dies mit Hilfe von Teilchenbeschleunigern. Bei leichten Kernen kann auch die Energie natürlicher Alphastrahlung ausreichend sein, wie bei der ersten nachgewiesenen Kernreaktion 14N + α → 17O + p.
Die erforderliche Energie kann auch thermisch erreicht werden, aber erst bei Temperaturen von vielen Millionen Kelvin, etwa im Inneren der Sonne oder bei der Zündung von Wasserstoffbomben.

## Tunneleffekt
Der Coulombwall ist auch zu berücksichtigen, wenn Teilchen einen Atomkern verlassen. Dies betrifft vor allem den Alpha-Zerfall: Ein System aus zwei Protonen und zwei Neutronen (α-Teilchen) ist besonders stark gebunden. Daher ist es bei vielen, insbesondere bei schweren Atomkernen energetisch möglich, dass der Kern ein α-Teilchen emittiert und ein etwas leichterer Restkern übrig bleibt. Dieser so genannte α-Zerfall würde augenblicklich geschehen, wenn die Energie des α-Teilchens höher wäre als der Coulombwall. In der Regel ist aber nicht genügend Energie verfügbar, um diese Barriere zu überwinden.
Die Quantenmechanik erlaubt jedoch, dass das α-Teilchen (genauer: seine Wellenfunktion) auch bei geringerer Energie zu einem kleinen Anteil in die Potentialbarriere eindringt und sie durchquert (Tunneleffekt). Die Wahrscheinlichkeit, das α-Teilchen jenseits der Barriere zu finden, hängt sehr stark von der Höhe und der Breite der Barriere ab. Daher können Halbwertszeiten für den α-Zerfall je nach Atomkern von Sekundenbruchteilen und bis weit über das Alter des Universums variieren. Ähnliches gilt auch für Spontane Kernspaltung.

## Trivia
Die Straße „Am Coulombwall“ in Garching bei München wurde nach dem Coulombwall benannt.
Im Film Marvel’s The Avengers vermutet Bruce Banner / Hulk (Comic), dass 120 Millionen Kelvin ausreichen, die „Coulombbarriere“ zu durchbrechen und ein Wurmloch zu erzeugen.